# Anne-Renée Strésor
Anne-Renée Strésor, född 1651, död 1713, var en fransk målare.  Hon var från 1676 medlem av Académie Royale de Peinture et de Sculpture, och blev därmed dess sjätte kvinnliga medlem. Hon blev nunna 1687.